# Мирошников, Михаил Михайлович
Михаи́л Миха́йлович Миро́шников (3 сентября 1926, Ташкент — 31 мая 2020, Санкт-Петербург) — советский и российский учёный, физик и оптотехник, специалист в области информационной оптики и оптико-электронного приборостроения. Видный организатор оптической промышленности СССР и России. Герой Социалистического Труда (1976), член-корреспондент РАН (1991; член-корреспондент АН СССР с 1984).

## Биография
Михаил Михайлович Мирошников родился 3 сентября 1926 года в Ташкенте. В 1949 году окончил Ленинградский институт авиационного приборостроения (ныне — ГУАП) и в том же году начал работать в Государственном оптическом институте им. С. И. Вавилова (ГОИ). Научный сотрудник, заместитель начальника (1959—1961), начальник лаборатории (1961—1963). Кандидат технических наук (1959). В 1965 году защитил диссертацию «Тепловидение и его применение» на соискание учёной степени доктора технических наук. С 1964 года заместитель директора по научной работе в области оптико-электроники, с 1966 по 1989 год директор ГОИ. Профессор (1970), член-корреспондент РАН (1984), действительный член Российской академии инженерных наук и Метрологической академии РФ. В 1989—1992 годах советник при дирекции, с 1992 года Почетный директор ГОИ. Главный редактор «Оптического журнала» (1989—2001), с 2002 года — член редакционной коллегии и научный консультант журнала. Президент Оптического общества им. Д. С. Рождественского (1989—1996), с 1996 года Почетный президент Общества.
Скончался 31 мая 2020 г. в Санкт-Петербурге на 94-м году жизни. Похоронен на Смоленском православном кладбище.

### Первые годы в ГОИ
Научными руководителями молодого специалиста М. М. Мирошникова были академик А. А. Лебедев и профессор В. Г. Вафиади. Результаты первых 10 лет работы стали основой кандидатской диссертации М. Мирошникова «Теплопеленгационный дальномер с гибкой базой». Перспективность развиваемого им научного направления была подтверждена созданием в 1961 году новой лаборатории под его руководством с целью изучения общих свойств оптических, в том числе тепловизионных изображений, их получения, преобразования и регистрации, а также для создания тепловизионных приборов различного назначения. В связи со всё более широким использованием в оптическом приборостроении электронных компонентов и методов обработки информации в 1963 году в ГОИ введена должность заместителя директора по оптико-электронике, на которую был назначен М. М. Мирошников.

### Директор ГОИ
В 1966 году Михаил Мирошников становится директором ГОИ, одновременно продолжая возглавлять Лабораторию тепловидения и иконики. Он стал вторым после ухода в 1932 году с этого поста академика Д. С. Рождественского директором ГОИ, сочетавшим сложные административные обязанности с многоплановой научной работой и активной преподавательской деятельностью.

Мирошников показывает экспонаты ГОИ зам. министра оборонной промышленности В. И. Курушину (в центре) на Международной выставке «Оптика-77»

За 23 года его руководства ГОИ превратился в крупнейший не только в Советском Союзе, но и в мире оптический институт, охватывающий большинство актуальных научных, технологических и технических направлений оптики. Вместе с тем, будучи убеждённым сторонником идей основателей и руководителей ГОИ академиков Д. С. Рождественского и С. И. Вавилова, М. М. Мирошников активно и последовательно отстаивал комплексность института, необходимость тесной связи науки, производства и образования, создавая для этого все возможные условия и предъявляя соответствующие требования к научным руководителям всех уровней. М. М. Мирошников приложил много усилий для организации и становления бывших филиалов ГОИ, а ныне ОАО «Научно-исследовательский технологический институт оптического материаловедения» (НИТИОМ, Санкт-Петербург), ОАО «НПО „Государственный институт прикладной оптики“» (ОАО «НПО ГИПО», г. Казань) и ОАО «Научно-исследовательский институт оптико-электронного приборостроения» (ОАО «НИИ ОЭП», г. Сосновый Бор).

### Оптико-электронное приборостроение
Под непосредственным руководством Михаила Михайловича в ГОИ развивалось оптико-электронное приборостроение, теоретические основы которого он заложил в монографии, вышедшей тремя изданиями в 1977, 1983 и 2010 годах. Практическими же результатами стали созданные в институте сотни приборов научного, промышленного, медицинского и специального назначения, большинство из которых внедрялось затем в серийное производство.
М. М. Мирошников внёс значительный вклад в разработку оптических приборов ориентации и наблюдения для оснащения искусственных спутников Земли и орбитальных космических кораблей, участвовал в создании приборов для исследования теплового излучения поверхности и атмосферы Земли из космоса.
В качестве научного руководителя — председателя Межведомственного научно-технического координационного совета он принимал активное участие в создании бортовой оптической аппаратуры, в том числе инфракрасного телескопа с главным зеркалом диаметром 1 м из остеклованного бериллия для космической станции обнаружения стартов ракет. В 1981 году М. М. Мирошникову была присуждена Ленинская премия «за работу в области специального аппаратостроения» (научное руководство созданием теплопеленгационной и телевизионной бортовой аппаратуры для системы предупреждения о ракетном нападении.
Результаты визуальных наблюдений природных оптических явлений — полярных сияний, серебристых облаков и многих других явлений, открытие вертикально-лучевой структуры излучения атмосферы Земли изложены в монографиях М. М. Мирошникова с соавторами.

### Тепловидение в медицине
Особо следует отметить роль Михаила Михайловича в развитии в СССР медицинского тепловидения. Возглавляя это научное направление, он сумел соединить теорию и практику, знания исследователей и опыт врачей, организовать широкую сеть тепловизионных диагностических кабинетов и специализированную подготовку медперсонала. Начиная с 1971 года, под его руководством регулярно проходили отраслевые и всесоюзные конференции по применению тепловидения в медицине, а затем и в промышленности. Труды конференций, множество методических пособий и рекомендаций, написанных им в соавторстве с практикующими врачами, стали настольным пособием для специалистов-оптиков и медиков.

### Обработка оптических изображений
Тесно связанная с тепловидением проблема обработки изображений решалась в работах Михаила Мирошникова с сотрудниками в рамках самостоятельного научного направления — «иконика». Именно в работах М. М. Мирошникова было дано расширенное определение иконики как научного направления, изучающего общие свойства изображений с учётом специфики зрительного восприятия. В период с 1979 по 1992 год под редакцией М. М. Мирошникова опубликованы семь сборников «Трудов ГОИ» по различным аспектам иконики.

### Преподавание
Начав в 1958 году читать лекции по технике ИК лучей в Ленинградской Краснознамённой Военно-Воздушной Инженерной академии им. А. Ф. Можайского (ныне — Военно-космическая академия имени А. Ф. Можайского), он продолжил педагогическую деятельность чтением с 1963 года основного курса лекций на кафедре оптико-электронных приборов Ленинградского института точной механики и оптики (ЛИТМО) и в дальнейшем внёс существенный вклад в повышение уровня подготовки инженеров-оптиков. По его инициативе в высших учебных заведениях оптического профиля были введены новые специальности, соответствующие возросшим требованиям прикладной оптики и оптической промышленности. В 1970 году ВАК СССР присвоил ему учёное звание профессора по кафедре оптико-электронных приборов ЛИТМО. Под руководством профессора М. М. Мирошникова получили путёвку в научную жизнь сотни студентов и десятки аспирантов, многие из которых стали известными учёными и специалистами, кандидатами и докторами наук. В феврале 2011 года Учёный совет СПбГУ ИТМО единогласно избрал М. М. Мирошникова Почетным доктором Университета ИТМО.

### Оптический журнал
В 1989 году М. М. Мирошников становится главным редактором журнала «Оптико-механическая промышленность» — основного издания страны по прикладной оптике с 1931 года. Среди многих нововведений он ввёл практику систематической подготовки специальных выпусков журнала, посвящённых деятельности ведущих оптических предприятий страны. По его предложению название «Оптико-механическая промышленность» было изменено в 1992 году на «Оптический журнал», более соответствующее его современному содержанию.

### Оптическое общество имени Д. С. Рождественского

Мирошников открывает Учредительный съезд Всесоюзного оптического общества. 1990 г.

В том же 1989 году Михаил Михайлович приступает к воссозданию Русского оптического общества, работавшего в 1922—1927 годах. В мае 1990 года состоялся Первый (учредительный) съезд Всесоюзного оптического общества, получившего имя Д. С. Рождественского. Михаил Михайлович был единогласно избран президентом Общества. За шесть лет (два «уставных» срока), в течение которых он выполнял обязанности президента, существенно увеличилось число членов Общества, организована сеть региональных отделений, установлены прочные связи с оптическими обществами ряда других стран. В 1996 году очередной съезд избрал Михаила Мирошникова почётным президентом Общества и уже в этом качестве он продолжает активно участвовать в его работе.

### Научные труды и отличия
М. М. Мирошников — автор и соавтор более 300 научных трудов, докладов и выступлений, в том числе 8 монографий, двух открытий и свыше 60 изобретений, из них 55 по военной оптике. Мирошников автор и редактор многих трудов, посвящённых деятельности ГОИ и его выдающихся
учёных.
За эффективное руководство ГОИ и личное участие в выполнении многих комплексных работ М. М. Мирошников удостоен в 1976 году звания Героя Социалистического Труда, в 1981 году ему присуждена Ленинская премия, он награждён многими орденами и медалями. Научные труды М. М. Мирошникова в области исследования информационных свойств изображения получили признание избранием его членом-корреспондентом Академии наук СССР. 4 августа 2001 года имя «Мирошников» (лат. «Miroshnikov») присвоено одной из малых планет Солнечной системы, открытой 7 сентября 1981 года сотрудником Крымской астрофизической обсерватории Л. Г. Карачкиной и зарегистрированной под № 12214 (среднее расстояние от Солнца — 3,2 а. е., период обращения по орбите — 5,756 г., средний диаметр — 15 км).
Помимо многочисленных государственных наград член-корреспондент РАН Мирошников удостоен звания «Заслуженный машиностроитель Российской Федерации» (1999). Федерацией авиационного спорта и Федерацией космонавтики России он награждён медалью имени академика С. П. Королёва (1974), дипломами имени лётчика-космонавта Ю. А. Гагарина (1974 и 1985), медалями имени Ю. А. Гагарина (1980 и 1985), медалью имени академика М. В. Келдыша (1991), Почётным дипломом Федерации космонавтики (2007), медалью имени П. Ф. Брацлавца (2007), Почётным званием «Ветеран космонавтики» (2008). В 2009 году М. М. Мирошников награждён Грамотой губернатора Санкт-Петербурга «За многолетний добросовестный труд и большой вклад в социально-экономическое развитие Санкт-Петербурга», а в 2011 — знаком отличия «За заслуги перед Санкт-Петербургом».

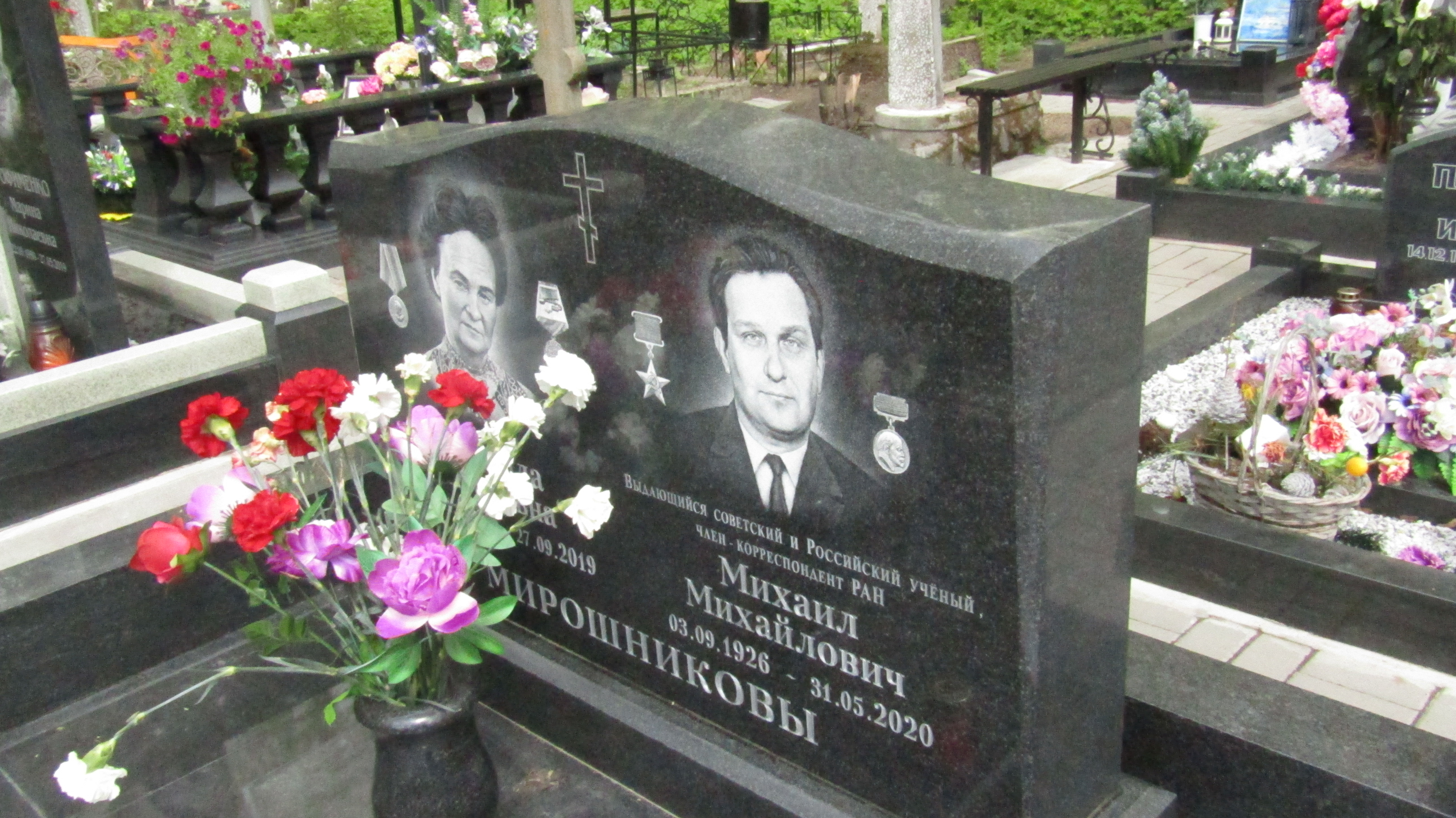
Могила М. М. Мирошникова. Смоленское православное кладбище, Санкт-Петербург

## Награды
- Орден «Знак Почёта» (1957, 1961)
- Орден Дружбы народов (1993)
- Орден Трудового Красного Знамени (1966)
- Орден Ленина (1971, 1976)
- Герой Социалистического Труда (1976)
- Ленинская премия (1981)
- Орден Октябрьской Революции (1986)
- Медали